# Google Public DNS
是Google自2009年12月5日起提供的一个免费的域名解析服务（DNS）。Google表示推出此服务主要是为改进网络浏览速度和用户浏览体验。Google为此不使用BIND等廣為使用的DNS程式，而是以自行開發的軟體对DNS服务器技术进行改进，在兩層計算機叢集上，缓存DNS服务器平衡負載以提升性能，同时保证DNS服务的安全性和准确性。

## 服务
此服务的地址如下：
IPv4位址
- 8.8.8.8 (google-public-dns-a.google.com)
- 8.8.4.4 (google-public-dns-b.google.com)

IPv6位址 
- 2001:4860:4860::8888
- 2001:4860:4860::8844

DNS位址
- dns.google

该服务不使用BIND等第三方DNS管理软件，而是以自行开发的软件实现，并提供有限的IPv6支持，依照IETF提供的DNS服务标准设计，同时部分支持DNSSEC协议。
许多主要DNS提供商处理查询时实施域名劫持，导致浏览器进入未注册域名时被重定向到广告提供商的页面，此举明显破坏DNS规范。如中国电信在此情况下可能弹出充满广告的114页面，又如OpenDNS会显示一个有广告或搜索引擎的域名解析错误提示页面。相比而言，Google的此服务会正确回复NXDOMAIN。
在第三方服务商以合法途径用DNS服务尝试将用户重定向至恶意网站的情况下，Google还特别重视处理域名服务的安全问题。他们证实其成果可抵御域名服务器缓存污染以及分布式拒绝服务攻击。
Google称该服务有多种性能和速度上的优势，诸如使用任播路由将用户导流到最近的全球数据中心，为服务器预留空间到句柄即使遭遇恶意通路，以及使用两个缓冲层以保证服务器负载平衡，使用小型单机缓存吸纳多数常用域名及其他按域名区分的设备缓冲池以锁定。第二层缓存可降低能造成服务器增多的破损缓存失败的几率。

## 隐私
Google称为了性能及安全，服务器仅留存用户的IP地址（24小时后删除）、ISP和地理位置信息（永久保存）。

## 历史
2009年12月，Google产品经理Prem Ramaswami在官方博客中宣布启动Google Public DNS，并同时在Google Code发布此消息。

### 中国大陆的封锁
Google Public DNS曾在2010年9月17日遭到防火长城的IP地址屏蔽，因而无法从中国大陆境内正常访问。现在封锁已经解除，在中国大陆境内也能正常访问和解析绝大部分域名，但由于Google Public DNS的服务器并不在中国境内，故在中国大陆境内所有使用其进行域名解析的请求都会经过防火长城的过滤，从而易被防火长城所干扰，致使在中国大陆境内的客户端不一定能获得正确的解析结果。
自2015年起，原有的干扰手段疑似更换为随机丢包，依靠大量丢包导致Google Public DNS使用体验严重不佳迫使用户更换其他DNS。

### DNSSEC
2013年5月6日，Google Public DNS默认启用DNSSEC验证，意味着即使客户端未启用，所有的域名解析请求都将接受验证。
Google Public DNS起初不直接支持DNSSEC。即使RRSIG不可被查询，AD flag（Authenticated Data，意味着服务器可以验证所有数据的签名）在最初版本中从未设置过。2013年1月28日这种情况得到改进，当时Google的DNS服务器静默启动DNSSEC验证信息的供应，但是只有客户端启动DNSSEC OK (DO) flag时生效。这一服务需要的client-side flag在2013年5月6日被替换成默认启用的完整的DNSSEC验证。